# Christian Dalmose
Christian Dalmose (* 17. August 1968 in Brøndby) ist ein dänischer Handballtrainer.

## Karriere
Dalmose lief in seiner aktiven Karriere für die dänischen Vereine Ajax København, Virum und Lyngby auf. Weiterhin gehörte er dem Kader der dänischen Jugendnationalmannschaft an. Im Jahre 1998 begann er seine Trainerkarriere bei Lyngby, dessen Männermannschaft er in der zweithöchsten dänischen Spielklasse betreute. 2001 übernahm Dalmose das Traineramt des Frauen-Erstligisten Ikast-Bording Elite Håndbold. Unter seiner Leitung gewann Ikast-Bording 2001 den dänischen Pokal sowie 2002 den EHF-Pokal. 2004 schloss er sich dem Ligarivalen Aalborg DH an, der während seiner Amtszeit dänischer Vizemeister wurde und das Halbfinale der EHF Champions League erreichte.
Dalmose wechselte 2007 wieder in den Männerbereich und übernahm den Zweitligisten Ajax København. Im März 2013 unterschrieb Dalmose einen ab der Saison 2013/14 laufenden Vertrag bei Vendsyssel Håndbold. Einen Monat später übernahm er bis zum Saisonende 2012/13 das Traineramt vom dänischen Erstligisten Viborg HK. Im Mai 2013 wurde sein Vertrag mit Vendsyssel aufgelöst und er verlängerte seine Tätigkeit bei Viborg HK. Unter seiner Führung gewann Viborg 2014 die Meisterschaft, den dänischen Pokal sowie den Europapokal der Pokalsieger. Am 28. Februar 2015 wurde er von seinen Aufgaben entbunden. Ab April 2015 trainierte er den ungarischen Erstligisten Siófok KC. Im Sommer 2016 kehrte Dalmose nach Dänemark zurück, wo er die Herrenmannschaft von TMS Ringsted übernahm. Unter seiner Leitung stieg Ringsted 2018 in die Håndboldligaen auf. Nachdem Dalmose 2019 mit Ringsted den Gang in die Zweitklassigkeit antrat, führte er die Mannschaft ein Jahr später wieder in die Håndboldligaen. Nach der Saison 2021/22 beendete er seine Tätigkeit bei TMS Ringsted. Im Sommer 2023 übernahm er die männliche U-15-Mannschaft von HIK Håndbold.

## Privates
Seine Tochter Cecilie lief für Viborg HK in der höchsten dänischen Spielklasse auf.